# 哀しみの向こう側
「哀しみの向こう側」（かなしみのむこうがわ）は、DEENの21stシングル。

## 収録曲
1. 哀しみの向こう側
  - 東海テレビ制作・フジテレビ系列テレビドラマ『幸福の明日』主題歌
2. Soul inspiration (in Break 5)
  - アルバム『'need love』に収録されているSoul inspirationのLIVE TAKE
3. 哀しみの向こう側 (Instrumental)

## 収録アルバム
哀しみの向こう側
- 『Ballads in Blue〜The greatest hits of DEEN〜』
- 『DEEN PERFECT SINGLES +』
- 『マリアージュ』※アレンジ、新録音して収録
- 『DEENAGE MEMORY -20周年記念ベストアルバム-』
- 『DEEN The Best FOREVER 〜Complete Singles +〜』

## 参加ミュージシャン
- 作詞:池森秀一 (#1, 2)
- 作曲:池森秀一&山根公路 (#1)、山根公路 (#2)
- 編曲:DEEN (#1,2,3)
- DEEN
  - 池森秀一:Vocal
  - 山根公路:Keyboards
  - 田川伸治:Guitar